# Los autonautas de la cosmopista
Los autonautas de la cosmopista o un viaje atemporal París-Marsella es un libro escrito en coautoría por el escritor argentino Julio Cortázar y su esposa, la fotógrafa estadounidense Carol Dunlop, en el que se narra el viaje emprendido a bordo de una Volkswagen Combi roja, denominada Fafner como el dragón de Wagner, por la Autopista del Sur, partiendo desde París rumbo a Marsella, durando 33 días.

## Análisis de la obra
Antes de realizar el viaje la pareja se impone reglas de juego que deben cumplir en forma obligatoria, como hacer expediciones científicas en cada parada que realizan, lo que contribuye a que haya humor y fantasía. La pareja compara el viaje con los realizados por Cristóbal Colón o Marco Polo, que los transporta a una realidad paralela surrealista y lúdica en la que los viajeros terminan descubriéndose a sí mismos.
De estas reglas científicas provienen los materiales que se incluyen en la obra como fotografías y descripciones de flora y fauna entre otras que según los autores «sin las cuales dicho libro no tendría un aire serio».
En el libro se suceden situaciones peligrosas y de misterio como espías, brujas e incluso personajes recurrentes en otras obras de Cortázar como Calac y Polanco, provenientes de 62 Modelo para armar. También aparecen los «demonios», personificaciones de la enfermedad que aquejaba a Carol.

### Contexto
La comicidad imperante en el relato afronta con peculiar alegría la vida de los dos protagonistas. Al momento del viaje, tanto Cortázar como Dunlop tienen enfermedades terminales. Ninguno de ellos conocía su propia afección, pero sí la de su pareja. El viaje, por tanto, adopta un trasfondo más romántico, siendo la última excursión de la pareja. Carol Dunlop moriría de leucemia casi un año más tarde, mientras que él lo haría en 1984.
Inicialmente el libro iba a ser publicado por Seix Barral dado que el director, Mario Muchnik, le había pedido los derechos a Cortázar para hacer una edición de lujo de los relatos, así como de Los autonautas..., un nuevo libro que estaba escribiendo. Luego del despido de Muchnik, Cortázar pide que se detenga la impresión del manuscrito de los relatos y del libro, puesto que le había cedido los derechos a la persona, no al Grupo Planeta. Le cede los manuscritos de Los autonautas... a Muchnick Editores, que es finalmente publicado en noviembre de 1983 y congela la publicación de Relatos. Cortázar murió en febrero de 1984.
Los derechos de autor del libro tanto en la versión en español como en francés fueron donados al pueblo de Nicaragua, mientras que el editor de la versión en español hizo lo mismo con el 2% del valor de venta de cada copia vendida.

### Adaptaciones al cine (o mejor dicho documentales inspirados en la obra original)
1. "Lucie et maintenant - Journal nomade", 2007, Simone FürbringerNicolas HumbertWerner Penzel.
2. "Julio & Carol", 2022, Tobin Dalrymple & Poll Pebe Pueyrredon
3. "París Marsella", 2005, Sebastián Martínez Piñeiro